# Ampelamus volubilis
Ampelamus volubilis là một loài thực vật có hoa trong họ La bố ma. Loài này được (Turcz.) Dugand mô tả khoa học đầu tiên năm 1966.